# 1997 TQ25
1997 TQ25 är en asteroid i huvudbältet som upptäcktes den 12 oktober 1997 av Beijing Schmidt CCD Asteroid Program vid Xinglong-observatoriet.